# Парламентские выборы в Италии (1876)
Досрочные всеобщие парламентские выборы 1876 года прошли 5 (первый тур) и 12 ноября (второй тур). На них были выбраны 508 членов Палаты депутатов Королевства Италия.
Активность избирателей значительно выросла по сравнению с предыдущими выборами. В голосовании приняли участие 358 253 человек из 605 007 имевших право голоса (население Италии на тот момент составляло около 28 млн), таким образом явка составила 55,69 %. Явка могла быть и выше если бы не противодействие со стороны Католической церкви, глава которой, Пий IX, недовольный присоединением к Итальянскому королевству Рима и лишением пап светской власти, запретил католикам участвовать в выборах.

## Ход выборов и их итоги
Предыдущие выборы завершились победой правящей либерально-консервативной партии «Правая» во главе с председателем Совета министров Джованни Ланца, получившей примерно 48 % из 508 мест в палате. Чтобы обеспечить своему кабинету парламентское большинство, правым, представлявших в значительной степени аристократию Северной Италии и придерживавшихся умеренно-консервативных взглядов, потребовалась поддержка умеренного крыла оппозиционной либеральной партии «Левая» и части независимых. Ситуацию усложнил раскол между основными течениями внутри «Правой», «постоянными либералами», представлявшими преимущественно Пьемонт, и так называемой «Кликой», объединявшей в первую очередь депутатов от Тосканы и Южной Италии. В частности, тосканские депутаты были недовольны тем, что премьер-министр Ланца и сменивший его Марко Мингетти, проводившие жёсткую налогово-бюджетную политику для достижения сбалансированности государственных финансов, отказывались помогать в решении финансовых проблем Тосканы. Недовольство политикой правительства высказывали и депутаты от южно-итальянских регионов, выступавшие против излишней на их взгляд централизации и требовавшие больше внимания уделять развитию Юга.
Раскол между фракциями «Правой» углублялся и через полтора года привёл к поражению кабинета Мингетти на голосовании по национализации железных дорог и его отставке 25 марта. Новый кабинет сформировал лидер «Левой» Агостино Депретис, получивший поддержку 414 из 508 депутатов. Впервые в истории Италии правительство было отправлено в отставку не монархом, а парламентом. Это событие вошло в историю под названием «Парламентская революция» и ознаменовало закат эпохи доминирования «Правой» в итальянской политики. Новый кабинет распустил Палату депутатов и назначил на ноябрь досрочные выборы, завершившиеся оглушительной победой либералов, завоевавших 414 из 508 мест, 12 из которых заняли республиканцы и радикалы, через год образовавшие свою партию, «Крайне левая». Эти выборы положили конец доминированию «Правой», которая с тех пор ни разу не смогла занять первое место по количеству завоёванных мандатов. В то же время в 1876 году началась эпоха «Левой», которых в течение 43 лет подряд имели абсолютное большинство мест в итальянской Палате депутатов.
В отличие от консервативной «Правой», члены которой были в основном аристократы, поддерживавшие принцип свободной торговли и сбалансированный бюджет, либеральная «Левая» представляла буржуазию, выступала за демократизацию, снижение налогов и протекционизм для развития промышленности, ослабление роли Католической церкви в жизни страны, сильную внешнюю политику и развитие инфраструктуры (строительство дорог, в том числе железных, и т.п.).

## Результаты выборов
| Партия                            | Оригинальное название | Голоса  | %     | Места |
| --------------------------------- | --------------------- | ------- | ----- | ----- |
| «Левая»                           | итал. Sinistra        | 243 319 | 67,92 | 414   |
| «Правая»                          | итал. Destra          | 97 726  | 27,28 | 94    |
| Радикалы                          | итал. Estrema         | 5 530   | 1,54  | —     |
| Недействительные голоса           |                       | 11 678  | 3,26  | –     |
| Всего                             |                       | 358 253 | 100   | 508   |
| Зарегистрировано избирателей/Явка |                       | 605 007 | 59,22 |       |